# Larentia oribates
Larentia oribates là một loài bướm đêm trong họ Geometridae.